# Parc național

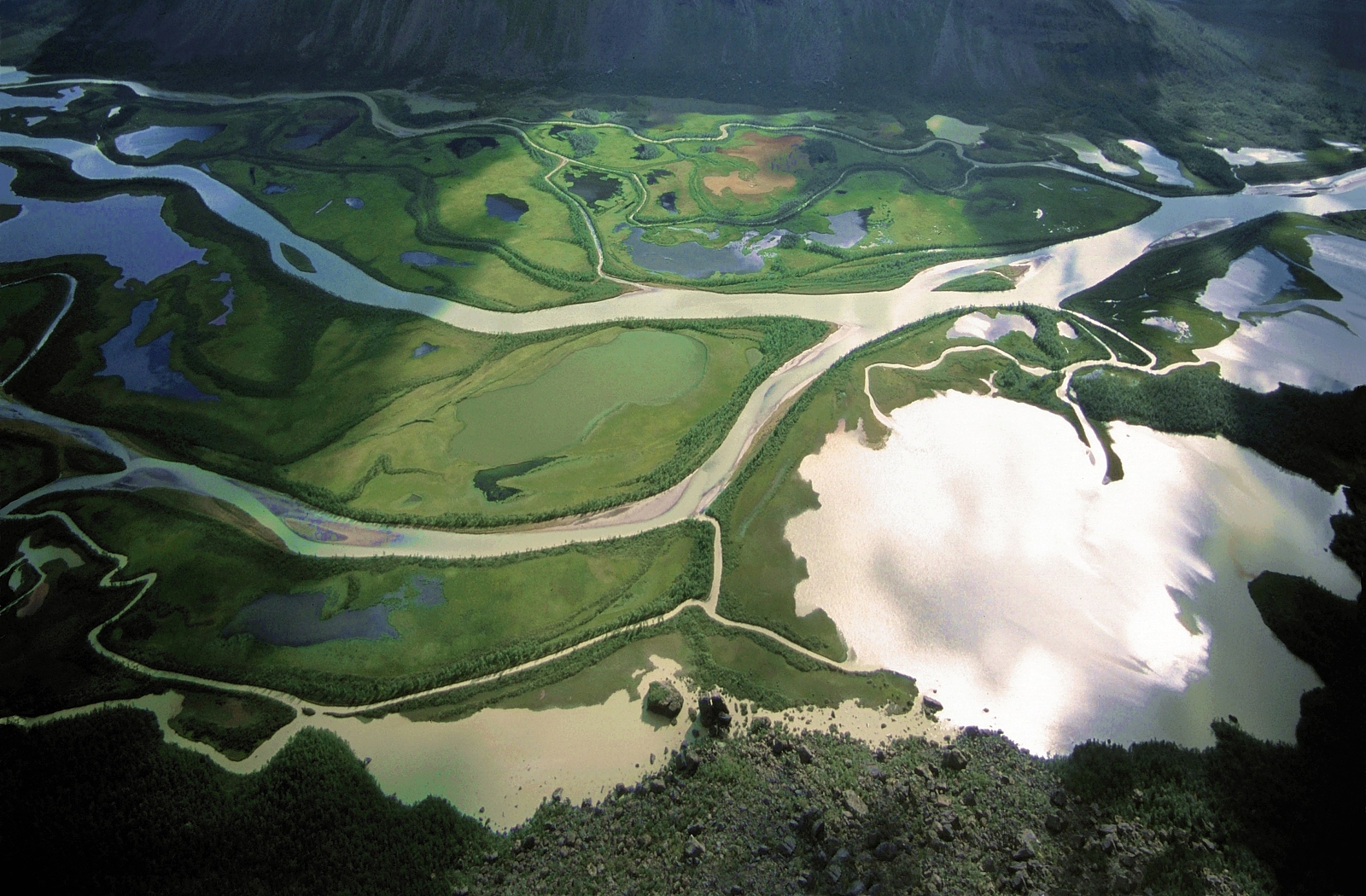
Imagine din Parcul național Sareks, Suedia

Parcul național este un teritoriu bine delimitat  prin lege, unde se respectă anumite reguli impuse cu scopul de a proteja mediul natural (fauna, flora și cadrul natural) de activitățile omului. Scopul clar este deci protejarea biodiversității, nu turistic.
Primul parc național din lume a fost instituit în 1872, în SUA, parcul național Yellowstone.
Alte forme de protecție a naturii asemănătoare se regăsesc în cadrul următoarelor forme de arii protejate:
- parcuri naturale
- rezervații naturale și ale biosferei
- monumente ale naturii
- situri Natura 2000
- zone de sălbăticie

Unele parcuri sunt îndeaproape supravegheate, altele, însă, sunt atât de vaste încât această muncă este imposibilă. Este cazul statului Zimbabwe. Cunoscută pentru Cascada Victoria (107 m înălțime, 1700 m lungime, cu un debit de 9000 m³/secundă), această țară africană a creat parcuri naționale pentru protecția speciilor amenințate cum sunt rinocerii, elefantul sau bivolul african.
Spre deosebire de parcurile naționale, într-un parc natural activitățile umane au un loc bine stabilit, integrându-se într-un tot unitar cu cadrul natural din care fac parte. Parcul natural este constituit dintr-un teritoriu delimitat în care atributele naturale, istorice și culturale sunt protejate pe baza unui regulament, pentru o conservare și dezvoltare durabilă.

## Parcuri naționale și naturale

### România
În 1935, În România s-a înființat Parcul Național Retezat, primul parc național de pe cuprinsul acestei țări și totodată cel mai valoros din punct de vedere al biodiversității. Actualmente, în România au fost înființate următoarele parcuri naționale, dar și naturale:
- Parcul Național Buila-Vânturarița
- Parcul Național Călimani
- Parcul Național Ceahlău
- Parcul Național Cheile Bicazului - Hășmaș
- Parcul Național Cheile Nerei - Beușnița
- Parcul Național Cozia
- Parcul Național Defileul Jiului
- [Parcul Național Delta Dunării
- Parcul Național Domogled - Valea Cernei
- Parcul Național Munții Măcinului
- Parcul Național Munții Rodnei
- Parcul Național Piatra Craiului
- Parcul Național Retezat
- Parcul Național Semenic - Cheile Carașului
- Parcul Natural Apuseni
- Parcul Natural Balta Mică a Brăilei
- Parcul Natural Bucegi
- Parcul Natural Cefa
- Parcul Natural Comana[1][2][3]
- Parcul Natural Defileul Mureșului Superior
- Parcul Natural Grădiștea Muncelului - Cioclovina
- Parcul Natural Lunca Joasă a Prutului Inferior
- Parcul Natural Lunca Mureșului
- Parcul Natural Munții Maramureșului
- Parcul Natural Porțile de Fier
- Parcul Natural Putna - Vrancea
- Parcul Natural Văcărești
- Parcul Natural Vânători-Neamț
- Geoparcul Platoul Mehedinți
- Geoparcul Dinozaurilor „Țara Hațegului”

### Franța
- Parcul Național Vanoise
- Parcul Național Port-Cros
- Parcul Național Pirinei
- Parcul Național Cévennes
- Parcul Național Écrins
- Parcul Național Mercantour
- Parcul Național din Guadeloupe
- Parcul amazonian din Guyana
- Parcul Național din Réunion
- Parcul Național Calanques

### Germania
Parcul național Bayerischer Wald (în română Pădurea Bavareză) este situat în sud-estul Germaniei, de-a lungul frontierei cu Cehia. Este împărțit în trei părți: 
1. O parte împrejmuită deschisă publicului, de 200 de hectare, cu lupi, râși, zimbri și urși, cel mai cunoscut dintre urși fiind Max;[necesită citare]
2. O zonă cu poteci marcate;
3. O rezervație de 4.000 de hectare de păduri, interzisă publicului.

### Statele Unite ale Americii
- Parcul Național Yosemite